# Quxar
Quxar (kinesiska: Quxia, 曲下, Lazi Xian, 拉孜县) är en häradshuvudort i Kina. Den ligger i den autonoma regionen Tibet, i den sydvästra delen av landet, omkring 340 kilometer väster om regionhuvudstaden Lhasa. Antalet invånare är 49 286. Befolkningen består av 24 041 kvinnor och 25 245 män. Barn under 15 år utgör 27,0 %, vuxna 15-64 år 67 %, och äldre över 65 år 4,0 %.
Runt Quxar är det glesbefolkat, med 10 invånare per kvadratkilometer. Det finns inga andra samhällen i närheten. Trakten runt Quxar består i huvudsak av gräsmarker.
Genomsnittlig årsnederbörd är 521 millimeter. Den regnigaste månaden är juli, med i genomsnitt 171 mm nederbörd, och den torraste är mars, med 2 mm nederbörd.